# Lancaster (New Hampshire)
Lancaster è un comune degli Stati Uniti d'America, capoluogo della contea di Coos nello stato del New Hampshire.